# Juan Carlos López Mena
Juan Carlos López Mena (La Pampa, Argentina, 7 de diciembre de 1941) es un empresario argentino nacionalizado uruguayo. Es presidente de Buquebus, la principal empresa de transporte fluvial de pasajeros entre Argentina y Uruguay.

## Biografía
López Mena nació en La Pampa, Argentina.[cita requerida] Inició su actividad empresarial en el rubro textil.
Conoció Uruguay y concibió la idea de fundar una empresa naviera innovadora que uniera las costas argentinas con las uruguayas, así  compitiendo con empresas ya establecidas que dominaban el mercado (Ferrylíneas, Aliscafos, etc.)[cita requerida].  Para ello en 1982 crea con sus familiares más cercanos una sociedad anónima llamada Ríos Argentinos, de la que él era accionista mayoritario, adquiriendo el barco "Ciudad de Colonia", una nave de 1938 que había pertenecido a la Flota Fluvial del Estado Argentino. La nave fue restaurada en los Astilleros Alianza y puesta en operaciones rápidamente (pintura y alistamiento).
En los años 1990 adquirió buques de mayor velocidad con asientos de avión y amplios Duty Free Shops. En 1994 compró las firmas de aliscafos Belt y Alimar, que hacían el trayecto Colonia del Sacramento-Buenos Aires. En 1998 se hizo con el control de Ferry Líneas, que operaba los buques "Atlantic I", "Ciudad de Rosario", "Nicolás Mihanovich", "Ciudad de Buenos Aires" y "Ciudad de Paraná" de la ex Vapor de la Carrera y que era la competencia de Ríos Argentinos.
Más adelante creó una división turismo en la empresa. Paralelamente, creó empresas de transporte marítimo de pasajeros en España, en el Mar Adriático, en el Mar del Norte y en los Estados Unidos, todas las cuales ya no existen. 
Juan Carlos López Mena y la exministra de Seguridad de Mauricio Macri, Patricia Bullrich, fueron denunciados en el año 2018 por la supuesta comisión de varios delitos, entre ellos la violación a los deberes de funcionario público, cohecho y administración fraudulenta (entre otros), siendo Mena uno de los principales aportantes en la campaña de Mauricio Macri.
Actualmente López Mena sigue siendo presidente de Los Cipreses S.A. (Buquebus Uruguay) y de Ríos Argentinos (Buquebus Argentina). En 2017 fue procesado por corrupción en Argentina. Según la fiscalía se “pone en conocimiento del Sr. Fiscal de hechos de corrupción que involucran directamente al Sr. Juan Carlos López Mena a su empresa insignia Los Cipreses S.A. -Buquebus-, sus demás empresas satélites y controladas".
Además, dirige el tambo "El Talar" en el departamento de Maldonado, Uruguay. También era propietario de BQB Líneas Aéreas y de un astillero.
Asimismo, desarrolla una intensa actividad corporativa, siendo presidente de la Cámara de Comercio Argentino-Uruguaya. Fue director de la Liga Naval Argentina y de la Cámara de Comercio Argentina en la Florida (USA), además, fue miembro del Club Europa-Argentina, integrante del Foro de Diálogo Permanente Argentino Español y miembro del sector privado de las Américas.
En 2018 Juan Carlos López Mena fue denunciado por extorsión, intento de Monopolio del tráfico de pasajeros en el río Uruguay y graves faltas a la Ley 18.159 de la Constitución de la República Oriental del Uruguay. Además, fue miembro de la comisión de ferrys de alta velocidad de la Sociedad de Clasificación Det Norske Veritas en Hovik, Noruega. [cita requerida]
También fue asesor honorario del intendente Walter Zimmer de la Intendencia de Colonia, Uruguay.

## Familia
Hijo de Juan López, un español nacido en Marbella y de Eladia Isabel Mena, argentina. Su única hermana, Silvia Ana, falleció en un accidente de tránsito.
Es padre de diez hijos, y abuelo de diez nietos. Casado con Patricia Olivia Siciliano, con quien se separó. Su actual cónyuge es Pilar Rey Crujeira.

## Distinciones
Por sus actividades ha recibido la Medalla de Platino de Talentos para la Vida y la medalla "15 de noviembre de 1817", [cita requerida]concedida por la Armada Nacional del Uruguay en reconocimiento al apoyo a la marina mercante de Uruguay. Del año 2010 al 2020 se desempeñó como Cónsul Honorario del Reino de Marruecos en la República Oriental del Uruguay, sustituyendo en dicho cargo al expresidente de Peñarol Juan Pedro Damiani que lo había desempeñado de 1999 al 2009.

## Empresas
En la segunda mitad de 2012, López Mena participó en las tratativas que intentaron la reactivación de la empresa PLUNA, aerolínea uruguaya que funcionó entre los años 1936 al 2012.